# Barrios Unidos
Barrios Unidos är en del av en befolkad plats i Colombia.   Den ligger i departementet Bogotá, i den centrala delen av landet, i huvudstaden Bogotá. Barrios Unidos ligger 2 550 meter över havet och antalet invånare är 254 162.
Terrängen runt Barrios Unidos är platt åt nordväst, men åt sydost är den kuperad. Runt Barrios Unidos är det mycket tätbefolkat, med 4 188 invånare per kvadratkilometer. Närmaste större samhälle är Bogotá, 7,4 km söder om Barrios Unidos. Runt Barrios Unidos är det i huvudsak tätbebyggt.